# Resolutie 2070 Veiligheidsraad Verenigde Naties
Resolutie 2070 van de Veiligheidsraad van de Verenigde Naties werd op 12 oktober 2012 met unanimiteit aangenomen door de VN-Veiligheidsraad. De resolutie verlengde de VN-vredesmacht die na de aardbeving in Haïti van 2010 ter plaatse was gestuurd met een jaar en kromp ze enigszinds in.

## Achtergrond
Haïti wordt al sedert de jaren 1990 geplaagd door politieke chaos, corruptie en rebellen. In 2004 stuurde de VN de MINUSTAH-vredesmacht naar het land om de orde te handhaven.
In de jaren 2000 werd het land ook al veelvuldig getroffen door natuurrampen. Zo bracht een zware aardbeving het land, alsook de aanwezige VN-troepen, op 12 januari 2010 grote schade toe.

## Inhoud

### Waarnemingen
Het voorafgaande jaar had Haïti een nieuwe eerste minister, was een nieuwe hoge raad van justitie aangesteld en waren grondwetswijzigingen doorgevoerd. Ook was de veiligheidssituatie verbetert, al bleef die fragiel. Zo was het aantal moorden gestegen en bleven misdaadbendes een bedreiging. MINUSTAH speelde een cruciale rol in de stabiliteit en veiligheid in Haïti. Ook de humanitaire problemen bleven groot. 390.000 Mensen waren nog steeds ontheemd en afhankelijk van noodhulp. Wel was hard gewerk aan het opruimen en heropbouwen van het land. Verder werd nog gewerkt aan het indijken van de cholera-epidemie. Ten slotte werden de inspanningen van Bill Clinton, voormalig president van de Verenigde Staten, in het kader van de VN-operaties en donorgeld gewaardeerd.

### Handelingen
MINUSTAH's mandaat werd verlengd tot 15 oktober 2013. Een aantal infanterie- en genietroepen werden teruggetrokken teneinde een maximum van 6270 manschappen te bereiken. Het politiecomponent mocht maximaal 2601 manschappen tellen. Het was nu zaak het gezag van de staat en de Nationale Politie te versterken om de ordehandhaving op te nemen. 15.000 Agenten tegen 2016 werd hierbij vooropgesteld. Het waren vooral misdaadbendes die in Haïti zware misdaden pleegden tegen de bevolking; ook tegen kinderen. Er moest dan ook werk gemaakt worden om dit te beëindigen en de daders te straffen.

## Verwante resoluties
- Resolutie 1944 Veiligheidsraad Verenigde Naties (2010)
- Resolutie 2012 Veiligheidsraad Verenigde Naties (2011)
- Resolutie 2119 Veiligheidsraad Verenigde Naties (2013)
- Resolutie 2180 Veiligheidsraad Verenigde Naties (2014)

Lijst ·  2033 ·  2034 ·  2035 ·  2036 ·  2037 ·  2038 ·  2039 ·  2040 ·  2041 ·  2042 ·  2043 ·  2044 ·  2045 ·  2046 ·  2047 ·  2048 ·  2049 ·  2050 ·  2051 ·  2052 ·  2053 ·  2054 ·  2055 ·  2056 ·  2057 ·  2058 ·  2059 ·  2060 ·  2061 ·  2062 ·  2063 ·  2064 ·  2065 ·  2066 ·  2067 ·  2068 ·  2069 ·  2070 ·  2071 ·  2072 ·  2073 ·  2074 ·  2075 ·  2076 ·  2077 ·  2078 ·  2079 ·  2080 ·  2081 ·  2082 ·  2083 ·  2084 ·  2085